# Rener
Rener je priimek v Sloveniji, ki ga je po podatkih Statističnega urada Republike Slovenije na dan 1.januarja 2012 uporabljalo 245 oseb.

## Znani nosilci priimka
- Boris Rener (*1973), klarinetist in glasbeni menedžer
- Frederick (Mirko) Rener (1919—1993), germanist in glasbenik
- Katijana Rener (*1996), klarinetistka
- Milica Rener Poljanec, glasbena (klavirska) pedagoginja
- Miljeva Rener, zdravnica ginekoonkologinja, radiologinja
- Milko Rener (1926—2012), klasični filolog, šolnik, umetnostni zgodovinar, publicist
- Peter Rener (*1984), izdelovalec unikatnik individualiziranik kitarskih stolov (Prevalje)
- Polde (Leopold) Rener (1922—1990), pravnik, javni delavec, domoznanski publicist
- Roman Rener, kartograf (mdr. za slepe in slabovidne)
- Tanja Rener (*1954), sociologinja, univ. prof.
- Tjaša Rener (*1986), slikarka in ilustratorka
- Zvonka Rener Primec (*1955), pediatrinja